# Cezarov građanski rat
Cezarov građanski rat označava sukob između Gaja Julija Cezara i Gneja Pompeja, koji je trajao od 49. do 46. godine pr. Kr. U nekim izvorima se za njega koristi izraz Drugi rimski građanski rat.
Nakon raspada prvog trijumvirata Cezar je 10. siječnja 49., suprotno odluci senata, s jednom legijom prešao rijeku Rubikon, koja je galske provincije dijelila od Italije. Samim time počeo je građanski rat, jer je pojava prokonzula s vojskom u Italiji bila protuzakonita. Glavne Pompejeve snage nalazile su se, međutim, u Hispaniji, pa je on zajedno s velikim dijelom senatora pobjegao u Grčku, nakon čega je Cezar nadzirao Italiju. Nakon kratkog boravka u Rimu Cezar je krenuo u Hispaniju, gdje je porazio Pompejeve snage i prinudio ih na predaju. Nakon povratka iz Hispanije Cezar je proglašen za diktatora, ali tu dužnost obnašao svega 11 dana. 
Krajem 49. krenuo je u Grčku i iskrcao se u Epiru. U bici kod Farsale (48. pr. Kr.) Pompej je poražen.